# Buxbaumia tasmanica
Buxbaumia tasmanica là một loài rêu trong họ Buxbaumiaceae. Loài này được Mitt. mô tả khoa học đầu tiên năm 1859.